# قوس بلعومية
الأقواسُ البلعومِيَّة (بالإنجليزية: pharyngeal arches)‏ وتعرف أيضاً باسم الأَقْواسُ الحَشَوِيَّةُ (visceral arches) هي هياكل تظهر أثناء التخلق الجنيني للفقاريات، والتي تعتبر طلائعية لظهور العديد من الهياكل الأخرى.
في الأسماك، تُعرف هذه الأقواس باسم الأقواس الخيشومية (Branchial arches أو Gill arches)
في الجنين البشري، تظهر الأقواس للمرة الأولى خلال الأسبوع الرابع من التطور. تظهر على شكل سلسلة من التجيبات الخارجية للأديم المتوسط على جانبي البلعوم. تُعرف الأوعية الدموية للأقواس البلعومية بالأقواس الأبهرية.
في الأسماك، الأقواس الخيشومية تدعم الخياشيم.

## البنية
في الفقاريات، تنشأ الأقواس البلعومية من جميع الطبقات المنتشة الثلاث (الطبقات الأولية للخلايا التي تتشكل أثناء مرحلة التطور الجنيني). تدخل خلايا العرف العصبي هذه الأقواس، حيث تساهم في ميزات للجمجمة وهيكل الوجه مثل العظام والغضاريف. على الرغم من ذلك، فإن وجود الهياكل البلعومية قبل تطور خلايا الطبقات المنتشة يدل على وجود آليات مستقلة عن الطبقات المنتشة لتطور الأقواس البلعومية. القوس البلعومي الأول والأكثر أمامية يؤدي إلى الفك الشفوي. أما القوس البلعومي الثاني، فهو يقدم الدعم للفك والعظم اللامي.
في الأسماك، تساهم الأقواس الأخرى الأكثر خلفية في تطوير الأقواس الخيشومية، والتي بدورها تدعم الخياشيم؛ في رباعيات الأطراف تتطور الأقواس الأمامية إلى مكونات الأذن واللوزتين والغدة الزعترية. الأساس الجيني والتنموي لتطور الأقواس البلعومية معروف بشكل جيد. لقد ثبت أن جينات النحت وغيرها من الجينات التنموية مثل DLX مهمة لنمذجة المحاور الأمامية /الخلفية والظهرية / البطنية للأقواس الخيشومية. تحتوي بعض أنواع الأسماك على مجموعة ثانية من الفكوك في حلقها، والمعروفة باسم الفكوك البلعومية، والتي تتطور باستخدام نفس المسارات الوراثية المرتبطة بتكوين الفك الشفوي.
أثناء التطور الجيني للإنسان وجميع الفقاريات الأخرى، تتشكل سلسلة من أزواج القوس البلعومي عند الجنين. تمتد هذه الأقواس أماماً من الجزء الخلفي للجنين نحو الجزء الأمامي من الوجه والرقبة. يُطور كل قوس شريانه الخاص، العصب الذي يتحكم في مجموعة العضلات المتميزة، والأنسجة الهيكلية.  يتم ترقيم الأقواس من 1 إلى 6، مع أن 1 هو الأقرب إلى رأس الجنين، والقوس 5 موجود بشكل مؤقت فقط.
تنمو هذه الأقواس وتنضم لخط الوسط البطني. يفصل القوس الأول، نظراً لأنه يتشكل أولاً، حفرة الفم أو الثُغيرة عن التامور. بفضل النمو التفاضلي، فإن العنق يمتد ويشكل الأقواس الجديدة، وبالتالي فإن البلعوم لديه ستة أقواس في نهاية المطاف.
كل قوس بلعومي لديه «عصا» غضروفية، والتي هي عبارة عن مكون عضلي يميز الأنسجة الغضروفية والشرايين والأعصاب القحفية. كل من هذه تحيط بها اللحمة المتوسطة. لا تتطور الأقواس في وقت واحد ولكن بدلاً من ذلك تمتلك تطورًا «متداخلاً».
تتشكل الجيوب البلعومية على جانب الأديم الباطن بين الأقواس، ويتشكل الثلم البلعومي على جانب الأديم الظاهر لمنطقة الرقبة لفصل الأقواس.
في الأسماك، تصطف الجيوب مع الشقوق، وتصبح هذه الأجزاء الرفيعة خياشيم. في الثدييات، لا يبقى الأديم الباطن والأديم الظاهر سالمين فحسب، بل يستمر الفصل بينهما بطبقة متوسطة الأديم.

## القوس الأول
القوس البلعومي الأول أو قوس الفك السفلي (المقابل للقوس الخيشومي الأول في الأسماك)، هو الأول من ستة أقواس بلعومية تتطور خلال الأسبوع الرابع من التطور الجنيني. وهو يقع بين الثغرة(stomodeum) والجيبة البلعومية الأولى.

### النتوءات
ينقسم هذا القوس إلى نتوء الفك العلوي ونتوء الفك السفلي، مما يؤدي إلى إنشاء هياكل، بما في ذلك عظام الثلثين السفليين من الوجه والفك. يتحول نتوء الفك العلوي إلى الفك العلوي والحنك، بينما يتحول نتوء الفك السفلي إلى الفك السفلي. هذا القوس يؤدي أيضاً إلى عضلات المضغ.

### غضروف ميكل
يتشكل غضروف ميكل في الأديم المتوسط لعملية الفك السفلي ويتراجع في نهاية المطاف لتشكيل السندان والمطرقة في الأذن الوسطى، والأربطة الأمامية للمطرقة والأربطة الوتدية الفكية. يتشكل الفك السفلي عن طريق التعظم حول الغضروف باستخدام غضروف ميكيل باعتباره «قالبًا»، لكن الفك العلوي لا ينشأ من التعظّم المباشر لغضاريف ميكيل.
تنشأ العناصر والعضلات الهيكلية من الأديم المتوسط للأقواس البلعومية.
خاص بالهيكل العظمي
- المطرقة والسندان من الأذن الوسطى
- الفك العلوي والفك السفلي
- شوكة العظم الوتدي
- رباط وتدي فكي
- عظم حنكي
- الجزء الصدفي من العظم الصدغي.
- الرباط الأمامي للمطرقة

العضلات
- عضلات المضغ (مضغ)
  - عضلة ماضغة
  - عضلات الجناحية الإنسي والجانبية
  - عضلة صدغية
- العضلة الضرسية اللامية
- عضلة ذلت بطنين والبطن الأمامي
- العَضلَة المُوَتِّرة للحفاف[30]ا
- عضلة موترة الطبل

ينشأ الغشاء المخاطي والغدد الأمامية لثلث اللسان من الأديم الظاهر والأديم الباطن للقوس. تُعصّب فروع الفك السفلي والعلوي للعصب الثلاثي التوائم (CN V) الهياكل المشتقة من العمليات المقابلة للقوس الأول. في بعض الحيوانات السفلية، يتم توفير كل قوس من قبل الأعصاب القحفية.  يمتد عصب القوس نفسه على الجانب القحفي للقوس ويسمى العصب (pre-trematic)، والذي يمتد على طول الحاجز الذيلي للقوس.
في الجنين البشري، يكون التعصيب المزدوج فقط في القوس البلعومي الأول. عصب الفك السفلي هو العصب الpre-trematic للقوس الأول وعصب الحبل الطبلي هو العصب الpre-trematic.  ينعكس هذا التعصيب المزدوج في الإمداد العصبي لثلثي الجانب الأمامي لللسان والذي يتم اشتقاقه من القوس الأول.
شريان القوس الأول هو القوس الأبهري الأول والذي يستمر جزئيًا باعتباره الشريان الفكي العلوي.

## القوس الثاني
القوس البلعومي الثاني أو القوس اللامي هو الثاني من ستة أقواس بلعومية تتطور أثناء الأسبوع الرابع من النماء السابق للولادة ويساعد في تشكيل الجانب الأمامي والجانبي للرقبة.
غضروف رايشرت
يشار إلى الغضروف في قوس البلعوم الثاني باسم غضروف رايشرت (Reichert cartilage)، والذي يسهم في العديد من الهياكل لدى البالغين. على عكس غضروف ميكل في القوس البلعومي الأول، فإنه لا يشكل مكوناً مستمرا، وبدلاً من ذلك يتكون من قطاعين غضروفيين متميزين متصلين بطبقة خافتة من اللحمة المتوسطة.
تتعظم النهايات الظهرية لغضروف رايشرت أثناء النمو لتُشكل ركاب الأذن الوسطى قبل دمجها في تجويف الأذن الوسطى، في حين أن الجزء البطني يتعظم لتشكيل الكورنو الأقل والجزء العلوي من جسم العظمة اللامية. الذيلية لما سيصبح في نهاية المطاف المواد الغذائية الأساسية، غضروف رايشرت يشكل أيضا عملية الزائدة الإبرية للعظم الصدغي.  لن يظل الغضروف بين عظم اللامع وعملية الإبرة مع استمرار التطور، ولكن في فترة ما حول الغضروف سوف تشكل الرباط الإبرة.
شريان القوس الثاني هو القوس الأبهري الثاني، والذي يكون أصل الفرع الركابي للشريان الأذني الخلفيفي بعض الثدييات ولكنه ضامر في البشر.

## عضلات مشتقة من الأقواس البلعومية
العضلات البلعومية هي عضلات مخططة من الرأس والرقبة.  على عكس العضلات الهيكلية التي تتطور من الجسيدة، تتشكل عضلات البلعوم من الأقواس البلعومية.
معظم العضلات الهيكلية التي توفرها الأعصاب القحفية (خاصة الحشوية الصادرة) هي بلعومية. تشمل الاستثناءات، على سبيل المثال لا الحصر، العضلات خارج العين وبعض عضلات اللسان. هذه الاستثناءات تتلقى التعصيب من الألياف الصادرة الجسدية العامة.
القوس الأول
جميع عضلات البلعوم التي تأتي من القوس البلعومي الأول تكون مُعصبّة بانقسامات الفك السفلي للعصب ثلاثي التوائم. تشمل هذه العضلات جميع عضلات المضغ، والعضلة ذات البطنين، والعضلة الضرسية اللامية، والعضلة الموترة الطبل، والعَضلَة المُوَتِّرة للحفاف.
القوس الثاني
جميع عضلات البلعوم التي تأتي من القوس البلعومي الثاني تُعصبها العصب الوجهي. تشمل هذه العضلات عضلات الوجه التعبيرية، والبطن الخلفي للعضلة ذات البطنين، وعضلة الإبرية اللامية، والعضلة الأذنية  والعضلة الركابية في الأذن الوسطى.
القوس الثالث
لا يوجد سوى عضلةواحدة من قوس البلعوم الثالث، وهي العضلة الإبرية البلعومية. يتم تعصيب كل من العضلة الإبرية البلعومية وغيرها من الهياكل التي تأتي من القوس البلعومي الثالث عن طريق العصب البلعومي اللساني.
القوس الرابع والسادس
يتم تعصيب جميع عضلات البلعوم التي تأتي من الأقواس الرابعة والسادسة من الحنجرة العليا وفروع الحنجرة المتكررة للعصب المبهم. تشمل هذه العضلات جميع عضلات الحنك (باستثناء العَضلَة المُوَتِّرة للحفاف التي يُعصبها العصب الثلاثي التوائم)، وجميع عضلات البلعوم (باستثناء العضلة الإبرية البلعومية والتي يعصبها العصب البلعومي اللساني)، وجميع عضلات الحنجرة.

## في الإنسان
نظرًا لعدم وجود هياكل بشرية من القوس الخامس، فإن الأقواس الموجودة في البشر هي الأول والثاني والثالث والرابع والسادس. يعرف أكثر عن القوس الأول مقارنةً بالأربعة المتبقية. تساهم الثلاثة الأولى في تراكيب فوق الحنجرة، في حين تسهم الاثنتان الأخيرتان في الحنجرة والقصبة الهوائية.
يتم إنتاج الأعصاب الحنجرية الراجعة من العصب 6، والغضاريف الحنجرية من قوسين 4 و 6. ينشأ فرع الحنجرة العلوي من العصب المبهم من القوس 4. تُصبح شرايينه، الممتدة بين أعصاب القوسين الرابع والسادس، القوس الأيسر للشريان الأورطي والشريان تحت الترقوة الأيمن. على الجانب الأيمن، لا يعود هناك وجود لشريان القوس 6 بينما، على الجانب الأيسر، يستمر الشريان باسم القناة الشريانية.
تغييرات الدورة الدموية المباشرة بعد الولادة تتسبب بإغلاق الأوعية، تاركةً بقايا تُعرف باسم الرباط الشرياني. أثناء النمو، تنحدر هذه الشرايين إلى مواقعها النهائية في الصدر، مما يخلق مسارات متكررة متمددة.
| قوس البلعوم                             | مساهمات العضلات | مساهمات الهيكل العظمي | عصب                                     | شريان |
| الأول (يُسمى أيضًا " القوس الفك السفلي ") | عضلات المضغ، بطن الأمامي من الجهاز الهضمي، النخاعي، tympani tensor ، tensor veli palatini                              | عظم القواطع، الفك، الفك السفلي (فقط كنموذج للالفك السفلي لا تشكيل الفعلي من الفك السفلي)، العظم الوجني، وهي جزء من العظم الصدغي، وسندان، والمطرقة من الأذن الوسطى، كما غضروف ميكل والرباط الوتدي الفكي. | العصب الثلاثي التوائم (جزء من V2 و V3)  | الشريان الفكي، الشريان السباتي الخارجي، الشريان الفيديان                                                     |
| 2nd (وتسمى أيضا " قوس hyoid ")          | عضلات تعبيرات الوجه، المبوقة، لل platysma ، الركابية، إبري لامي، الخلفي بطن العضلة ذات الرأسين، أذني                   | ستابلز، عملية الإبرة الصمغية الزمنية، عظم اللثة (قرون أقل والجزء العلوي من الجسم)، الرباط الإبري الشحمي، غضروف Reichert                                                                                 | العصب الوجهي (السابع)                   | الشريان البلعومي الصاعد، الشريان الطبلي السفلي، الشريان البدائي البدائي ar الشريان الكبدي                    |
| 3                                       | الإبرية البلعومية | عظم Hyoid (أكبر قرون والجزء السفلي من الجسم)، الغدة الصعترية | العصب البلعومي اللامع (IX)              | السباتي المشترك، السباتي الداخلي                                                                             |
| 4                                       | عضلة الغدة الدرقية، جميع العضلات الداخلية للحنك الرخو (بما في ذلك الرافعة veli palatini) باستثناء tensor veli palatini | الغضروف الدرقي والغضاريف اللاصقة | العصب المبهم (X)، العصب الحنجري العلوي  | 4 القوس الأيمن الأبهر: الشريان تحت الترقوة يسار قوس الأبهر الرابع: قوس الأبهر                                |
| 6                                       | جميع العضلات الداخلية للحنجرة باستثناء عضلة الغدة الدرقية                                                              | الغضروف الحلقي، الغضاريف الشريانية، الغضروف الحبيبي، الغضاريف المسمارية | العصب المبهم (X)، العصب الحنجري المتكرر | يمين القوس الأبهري السادس: الشريان الرئوي <br/> القوس الأبهر السادس الأيسر: الشريان الرئوي والقناة الشريانية |

## روابط خارجية
- "The role of the endoderm in the development and evolution of the pharyngeal arches". J. Anat. ج. 207 ع. 5: 479–87. 2005. DOI:10.1111/j.1469-7580.2005.00472.x. PMC:1571564. PMID:16313389. مؤرشف من الأصل في 2021-04-14.